# Norbert Leo Butz
Norbert Leo Butz, né le 30 janvier 1967 à Saint-Louis (Missouri), est un acteur et chanteur américain, notamment connu pour son travail à Broadway pour lequel il a obtenu deux Tony Awards.

## Biographie

### Origines et études
Butz est originaire du Missouri. Il est le septième d'une famille catholique de onze enfants. Il s'adonne au théâtre en secret avant de rejoindre le conservatoire de l'université Webster (en). Il y obtient un baccalauréat universitaire en beaux-arts. L'université le nommera docteur honoris causa en 2013.
Pour suivre sa petite-amie de l'époque, il rejoint la troupe du Nebraska Theatre Caravan. Après la rupture, il étudie à l'université de l'Alabama où il obtient son master en beaux arts en 1993. Il y est acteur résident pour l'Alabama Shakespeare Festival,. Au sein de la compagnie, il joue notamment dans Lizard, pièce qu'il reprend lors du festival olympique des arts de 1996.

### Carrière
Peu après son arrivée à New York, Butz rejoint la troupe de Rent en tant que doublure en septembre 1996.
À l'automne 2003, Butz fait partie du casting original de la comédie musicale Wicked. Il interprète Fiyero, dont les sorcières Elphaba (Idina Menzel) et Glinda (Kristin Chenoweth) sont amoureuses. Des problèmes de dos l'éloignent cependant plusieurs mois de la scène. C'est en jouant dans Wicked que Butz rencontre sa future épouse Michelle Federer. Le couple se marie en 2007 et aura une fille prénommée Georgia en janvier 2011.
Butz reçoit un premier Tony Awards en 2005 pour son rôle de Freddy Benson dans Le Plus Escroc des deux (Dirty Rotten Scoundrels (en)).
À partir de juillet 2009, il joue l'agent Carl Hanratty dans la comédie musicale Catch Me If You Can (en), inspirée du film Arrête-moi si tu peux. Le rôle de Hanratty lui permet de décrocher le deuxième Tony du meilleur acteur de sa carrière en 2011. La première de la pièce est toutefois reportée de trois jours en raison du meurtre de sa sœur, Teresa Butz,. Après le drame, Butz participe à la fondation du Angel Band Project, qui vise à soutenir les personnes victimes de violences sexuelles. Il participe notamment à l'enregistrement d'un disque pour soutenir l'association.
Butz écrit et interprète Girls, Girls, Girls, un spectacle musical folk rock sur les femmes, le Huffington Post parle de « célébration des femmes à la fois dans la mythologie et la société contemporaine ». Il parle notamment des femmes qui l'entourent : sa femme, ses trois filles et ses trois sœurs. Sur la scène du Feinstein's/54 Below (en), durant l'été 2013, il chante et joue de la guitare accompagné par un groupe de musiciens. Il remonte le spectacle en 2016 et un CD de la version originale sort aux États-Unis le 9 septembre 2016. Fin 2013, il intègre le casting de l'adaptation du film Big Fish en comédie musicale, jouant Edward Bloom.
En 2015, il obtient l'un des rôles principaux de la série Bloodline, un drame et thriller diffusé sur Netflix,. La série s'arrête après une troisième saison, centrée sur son personnage de Kevin, cadet de la famille Rayburn considéré comme un « loser ».
En 2018, il joue Alfred Doolittle dans la nouvelle version de My Fair Lady, sous la direction de Bartlett Sher (en).
En 2019, il rejoint Twohander dirigé par Dick Scanlan au 54 Below. Il y interprète un certain Norbert aux côtés de Sherie Rene Scott (en), auteure de la pièce (en partie autobiographique) et avec qui il n'a pas joué depuis une dispute en 2006. La même année, Butz tient le rôle de Paddy Chayefsky dans la série Fosse/Verdon, centrée sur la relation entre Bob Fosse et Gwen Verdon,.

## Filmographie

### Cinéma
- 1998 : Went to Coney Island on a Mission from God... Be Back by Five (en) : prêteur sur gages
- 2000 : Les Légendes de Brooklyn : Anthony Pirelli (voix)
- 2002 : Noon Blue Apples : Howard Phillips
- 2002 : West of Here : Josiah Blackwell
- 2007 : Coup de foudre à Rhode Island : Clay Burns
- 2010 : Fair Game : Steve
- 2011 : Higher Ground : Pasteur Bill
- 2012 : Greetings from Tim Buckley : Hal Willner
- 2012 : Disconnect : Peter
- 2013 : The English Teacher : Phil Pelaski
- 2014 : Blonde sur ordonnance : Andrew Carp
- 2019 : Luce : Dan Towson
- 2019 : Le Parc des merveilles : Peanut (voix)
- 2019 : Good Posture (en) : Neil
- 2021 : Flag Day de Sean Penn : Doc
- 2022 : Le Monde de Nate (Better Nate Than Ever) de Tim Federle : Rex Foster
- 2024 : Un parfait inconnu (A Complete Unknown) de James Mangold : Alan Lomax

### Télévision
- 2000 : New York, unité spéciale : John Fenwick (saison 1, épisode 17)
- 2007 : Playing Chicken : Jake (pilote non diffusé)
- 2008 : Comanche Moon : Richard King (1 épisode)
- 2009 : New York, section criminelle : Archie Beuliss (saison 8, épisode 4)
- 2010 : The Deep End (en) : Rowdy Kaise (personnage principal)
- 2010 : Les Experts : Larry Lamotte (1 épisode)
- 2011 : The Good Wife : M. Medina (1 épisode)
- 2011 : Blue Bloods : Detective Kramer (1 épisode)
- 2011 : The Miraculous Year : Terry Segal (téléfilm)
- 2012 : County : Billy Krakowski (pilote non diffusé)
- 2015-2017 : Bloodline : Kevin Rayburn (personnage principal)
- 2016-2017 : Mercy Street (en) : Byron Hale (personnage principal)
- 2018 : Trust : Gordon Getty (3 épisodes)
- 2018 : The First : Matthew Dawes (2 épisodes)
- 2019 : Fosse/Verdon : Paddy Chayefsky (personnage principal)
- 2021 : Débris : Craig Maddox, agent de la CIA.
- 2022 : The Girl from Plainville : Conrad "Co" Roy II
- 2023 : Justified: City Primeval : Norbert

## Théâtre
- 1997-2000 : Rent : Roger Davis
- 2000 : Junon et le Paon : Jerry Levine
- 2001-2002 : Thou Shalt Not (en) : Camille Raquin
- 2002 : The Last Five Years : Jamie Wellerstein
- 2002 : Carousel : Jigger Craigin
- 2003 : Buicks : Bill Abeline
- 2003-2004 : Wicked : Fiyero Tigelaar
- 2005-2006 : Le Plus Escroc des deux (en) : Freddy Benson
- 2007-2008 : Is He Dead? (en) : Jean-François Millet
- 2008-2009 : Speed-the-Plow (en) : Bobby Gould
- 2008 : Fifty Words : Adam
- 2010 : Enron (en) : Jeffrey Skilling
- 2011 : Arrête-moi si tu peux (en) : Carl Hanratty
- 2012-2013 : How I Learned to Drive (en) : Oncle Peck
- 2013 : Big Fish (en) : Edward Bloom
- 2017 : The Whirligig : Michael
- 2018 : My Fair Lady : Alfred P. Doolittle
- 2019 : Twohander : Norbert